# 調布飛行場
調布飛行場（ちょうふひこうじょう、Chofu Airport）は、東京都調布市（一部は三鷹市・府中市にまたがる）に所在する日本の飛行場である。東京都営空港の一つ。正式名称は東京都調布飛行場。調布空港と呼ばれることもある。
東京都本土と伊豆諸島を結ぶ空の玄関口である（伊豆大島、新島、神津島、三宅島）。旅客だけでなく伊豆諸島の海産物や農産品の空輸拠点であり、空港ターミナルビルにはアシタバ、くさやなどの自動販売機が置かれている。

## 歴史

### 開設まで

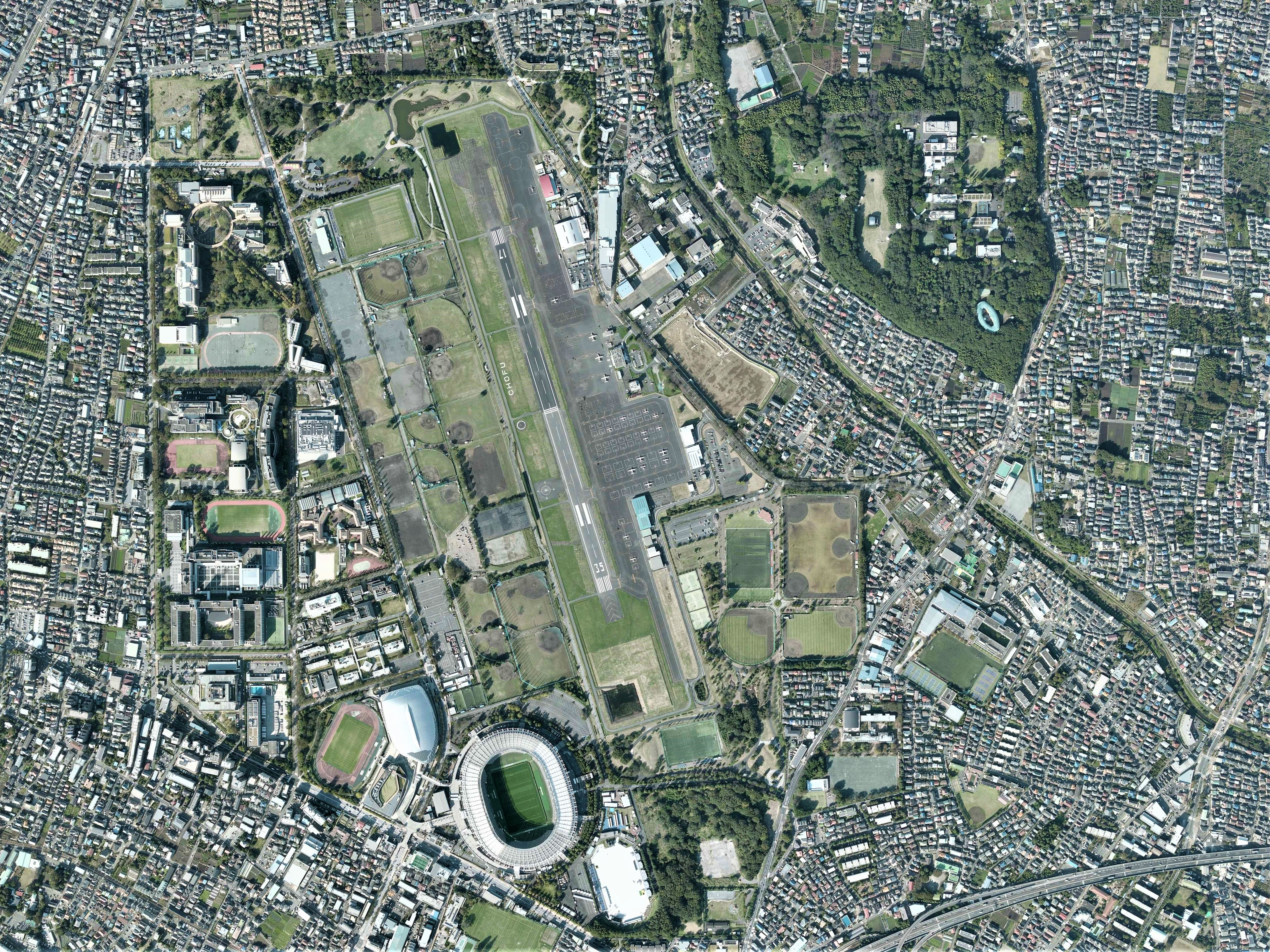
調布飛行場付近の空中写真。2019年10月30日撮影の3枚を合成作成。

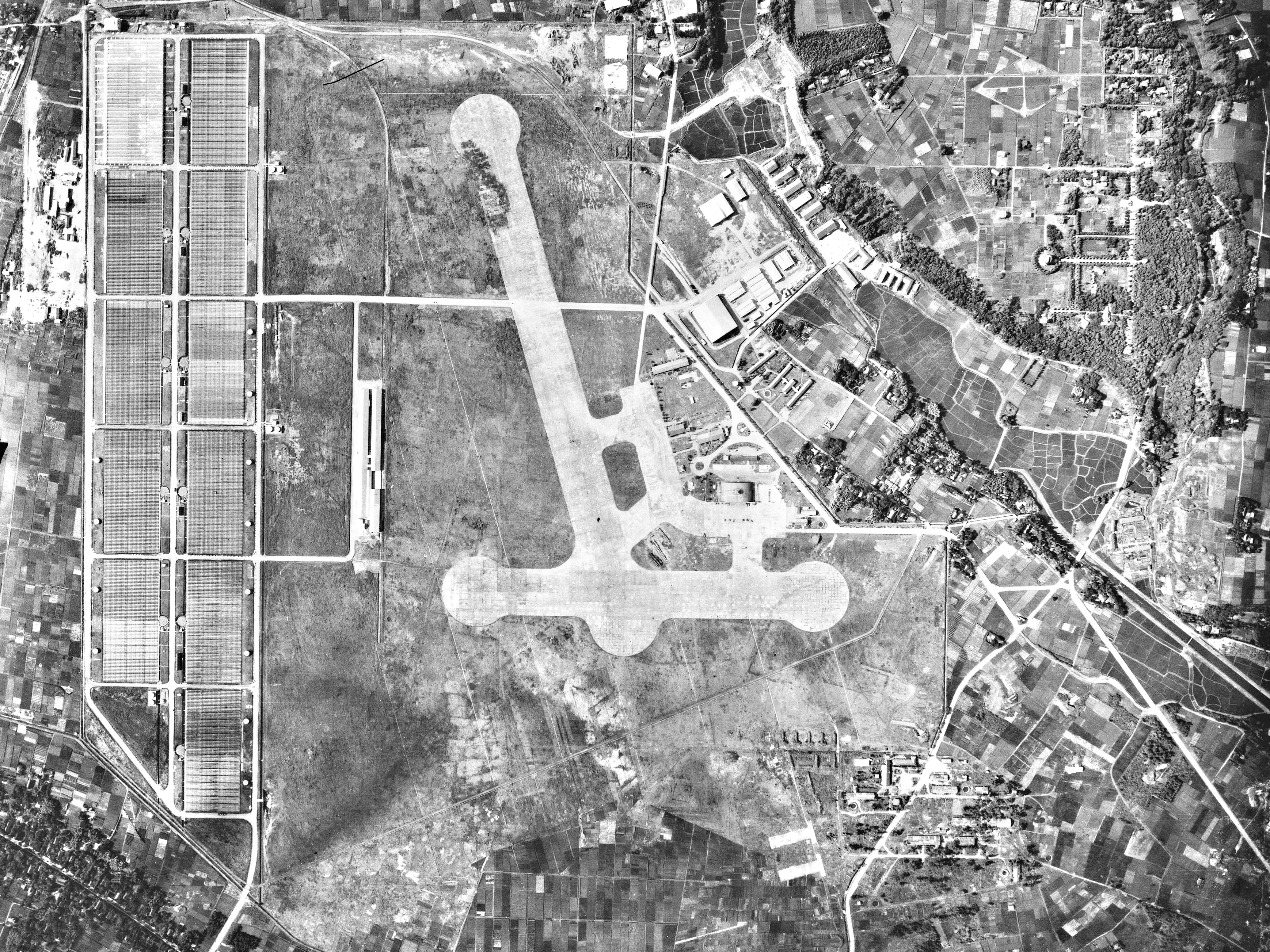
調布飛行場の空中写真（1948年）
東西方向の横風用滑走路や、滑走路左手に区画された水耕農場が確認できる。

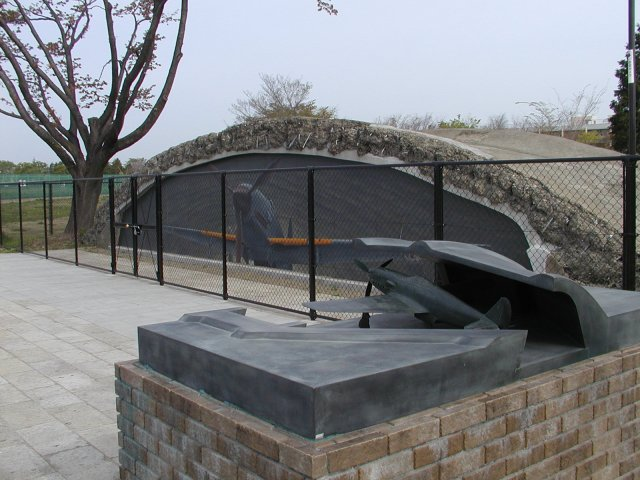
飛行場北側にある戦闘機用掩体壕「大沢1号」

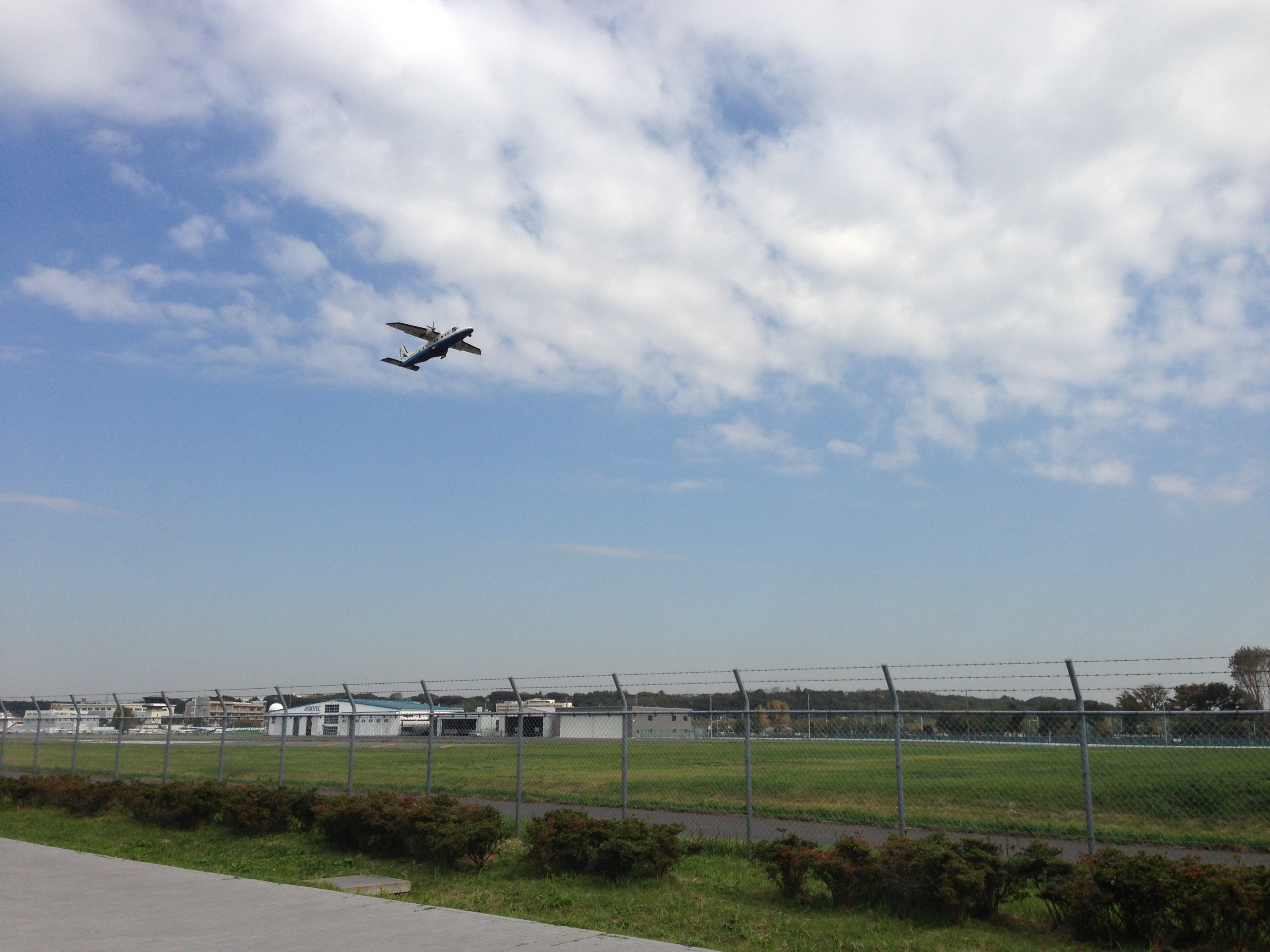
飛行機の離陸（北から撮影）

日中戦争中の1938年11月、陸軍次官・内務次官から東京府知事に対して飛行場建設への協力が申し入れられた。同年12月18日、調布尋常高等小学校で飛行場建設予定地の説明会が開催された。
1939年1月16日、「東京調布飛行場」の建設が告示され、3月20日には東京府知事が逓信大臣に飛行場の設置許可を申請した。4月22日に地鎮祭が挙行され、建設工事が開始された。5月30日には飛行場予定地の買収や建物の撤去と竹木類の伐採が完了した。1940年3月30日、陸軍省・逓信省航空局・東京府の三者間で調布飛行場設置に関する協定が締結された。
1941年4月30日、竣工式が行われ、東京府が現在の位置に公共用飛行場「東京調布飛行場」として開設した。当時は現在の滑走路とほぼ同じ位置のメイン滑走路（全長1000 m・幅80 m）とメイン滑走路の南端近くで交わる東西方向の横風用滑走路（全長675 m・幅80 m）の合計2本のコンクリート舗装滑走路が存在した。

### 大戦中
第二次世界大戦中は、もっぱら日本陸軍が使用した。特に1942年のドーリットル空襲以降は帝都防空拠点として重要視されるようになり、南は現在の味の素スタジアムのあたり、西は現在の警視庁警察学校のあたりまでそれぞれ拡張され、未舗装の滑走地帯となった。
第二次世界大戦末期には、首都圏への空襲に飛来する米軍B-29爆撃機などを撃退するために戦闘機隊が配備された。三式戦闘機を装備した飛行第244戦隊で、京浜地区の空襲のたびに出動しB-29に体当たりするなどした。沖縄戦が始まると同戦隊は特攻作戦支援のために九州へ移動し、調布飛行場には偵察機だけが残された。

### アメリカ軍による占領
第二次世界大戦敗戦後の1945年9月、調布飛行場は日本を占領下に置いた連合国軍のうち関東の占領業務にあたった米軍に接収された。舗装滑走路はアメリカ軍の飛行場として使用され、戦時中に拡張された未舗装の西側地区は当初、米軍の水耕農場とされた。また、これら物資輸送のため、西武多摩川線から専用線が引かれていた。なおその後、その専用線は廃線となる。
1952年になると、対日講和条約と日米安保条約が発効し、それに伴って日米安保条約付随の日米行政協定により、飛行場とともに「調布水耕農園（施設番号 FAC 3702）」の名称で、接収財産から在日米軍の提供施設区域に切り替えられた。その後、東京都渋谷区にあったアメリカ軍兵舎・住宅施設「ワシントンハイツ」が、1964年の東京オリンピック開催にあわせて日本に返還されることになったことから、代替住宅施設が建設され、「関東村住宅地区及び補助飛行場」と名称変更された。

### 返還
1954年8月、飛行場の日米共同使用がアメリカ側から認められた。1955年2月、飛行場地区の一部が日本に返還され、国（運輸省）の管理によって場外離着陸場として運用されるようになった。1972年2月、地元の三鷹・府中・調布の3市は、在日米軍の全面返還後の利用などについて協議するために、市長及び市議会議長で構成する「調布基地対策連絡協議会（略称「六者協」）」を結成。同年4月、東京都は継続使用を求める日本政府に対し、3年以内に代替空港の選定及び移転をすることを条件に暫定使用を了承した。
1973年（昭和48年）3月、飛行場地区が日本に全面返還された。その後約10年にわたり、日本国政府（運輸省）、東京都及び六者協の間で、返還後の跡地の利用について協議が繰り返される。1979年3月には、新中央航空が調布 - 新島間の不定期便運航を開始。更に1984年12月には調布 - 大島間が、そして1992年7月には調布 - 神津島間の不定期便が運航されるようになった。

### 都営コミューター空港
- 1992年（平成4年）7月 - 国から東京都に調布場外離着陸場の管理・運営が引き継がれる
- 1996年（平成8年）7月 - 東京都と六者協とが調布場外離着陸場の正式飛行場化に合意
- 1998年（平成10年）に東京都から運輸省に飛行場設置許可申請が出され、同年12月に飛行場設置許可が下り、翌年7月に滑走路そのほか飛行場施設の整備工事に着手
- 2001年（平成13年）3月31日 - 正式な飛行場（都営コミューター空港）として開港
- 2006年（平成18年）4月1日 - これまで調布飛行場内に置かれていた国の機関（国土交通省東京航空局及び気象庁の官署）が廃止され、代わって東京都が情報提供業務などを行う
- 2013年（平成25年）4月2日 - 新しいターミナルビルの運用を開始[5]
- 2013年（平成25年）6月18日 - 島嶼部定期便に限り計器飛行方式（IFR）での運用を開始[6]

## 利用する航空事業者
- 新中央航空
- スカイネットアカデミー
- 共立航空撮影
- 朝日航空
- 川崎航空
- 水産航空
- 東邦航空
- ジャムコ
- 東京航空
- 宇宙航空研究開発機構（JAXA）

## 定期旅客運航路線
- 新中央航空
  - 新島空港 （1979年（昭和54年）3月 路線開設）
  - 大島空港 （1984年（昭和59年）12月 路線開設）
  - 神津島空港 （1992年（平成4年）7月 路線開設）
  - 三宅島空港 （2014年（平成26年）4月2日 路線開設[7]）

## 旅客ターミナル

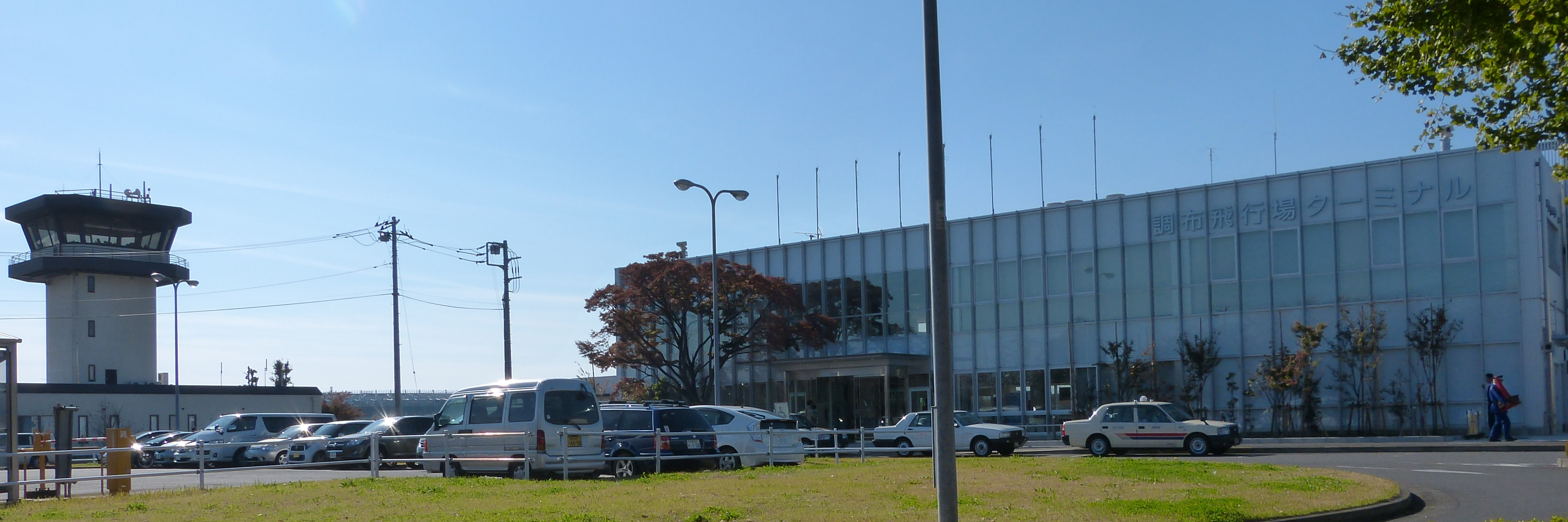
ターミナル全景

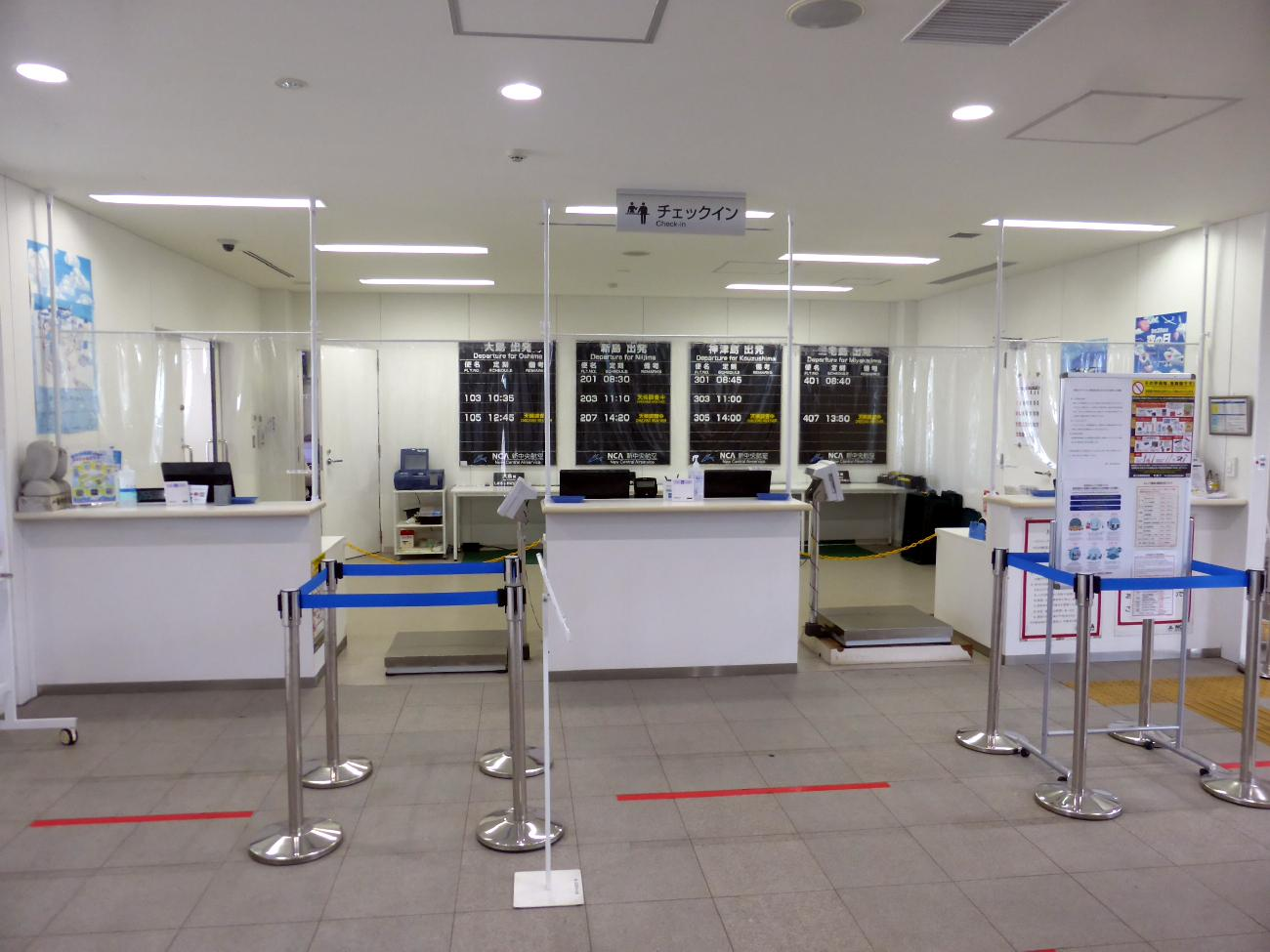
調布飛行場チェックインカウンター

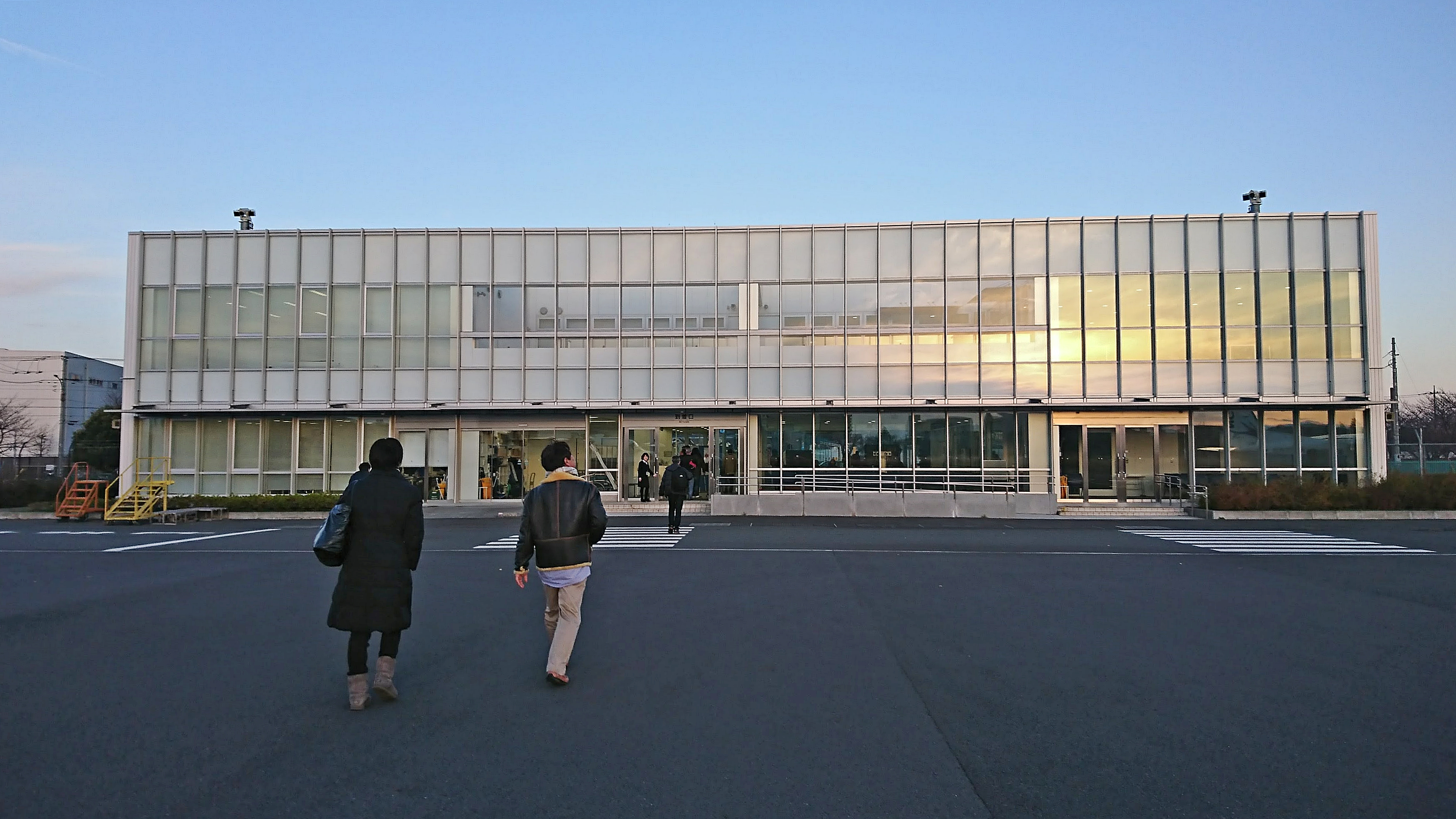
制限区域側を撮影

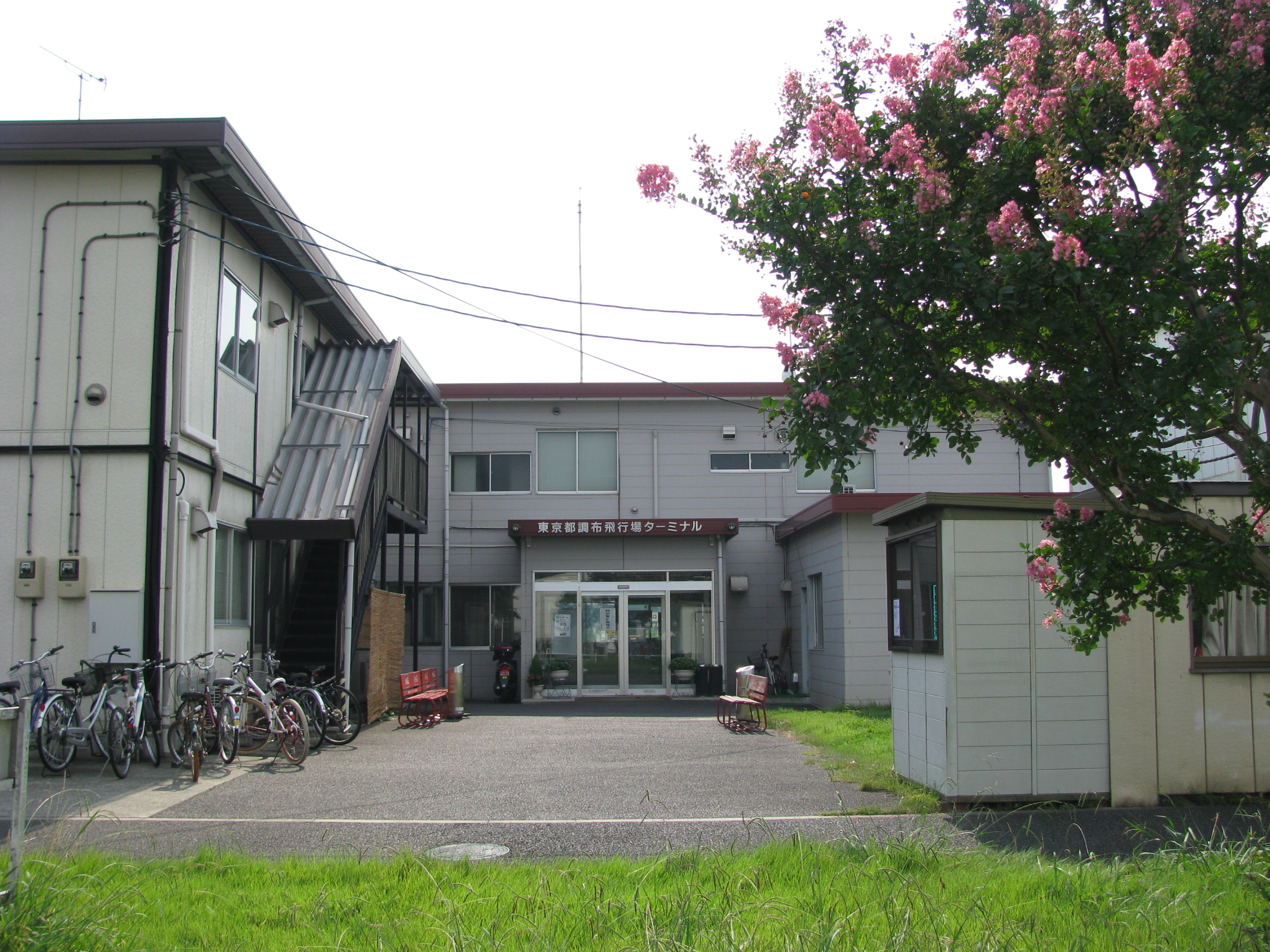
2013年まで供用された旧ターミナル建物

2013年（平成25年）4月2日に新しい旅客ターミナルビルが完成し、供用が始まった。旅客ターミナル内には新中央航空のチェックインカウンター、待合室、自動販売機、トイレなどが設置されており、2階には乗客が乗降するための駐機場や滑走路を見られる展望コーナーがある。また、旅客ターミナル前にバス停とタクシー乗り場、車寄せ、駐車場がある。なお、自動販売機には、島嶼部の特産品を販売している物もある。
ボーディングブリッジ、レンタカー会社、ATM、外貨両替所、レストランなどはないが、10分ほど離れたターミナル外の空港敷地内にレストラン「プロペラカフェ」がある（パイパー PA-46墜落事故の影響で一時営業休止していたが現在は再開。運営会社の日本エアロテックの社員食堂でもある）。
なお、プロペラカフェを除き、近隣に飲食店は少なく、飛行場前の道路を南下した、「大沢コミュニティセンター」バス停周辺に、食堂「山形家」や、ファミリーレストラン「ココス」(三鷹大沢店)等の飲食店がある他、飛行場前の道路を北上した、人見街道沿いに蕎麦屋等がある。いずれも飛行場から徒歩約10分。
ターミナルビル内には売店はなく（自動販売機は飲料とパンやアイスクリーム等の軽食）、最寄りのコンビニエンスストアは、「大沢コミュニティセンター」バス停近くのファミリーマート(調布天文台通り店)である。

## 交通アクセス

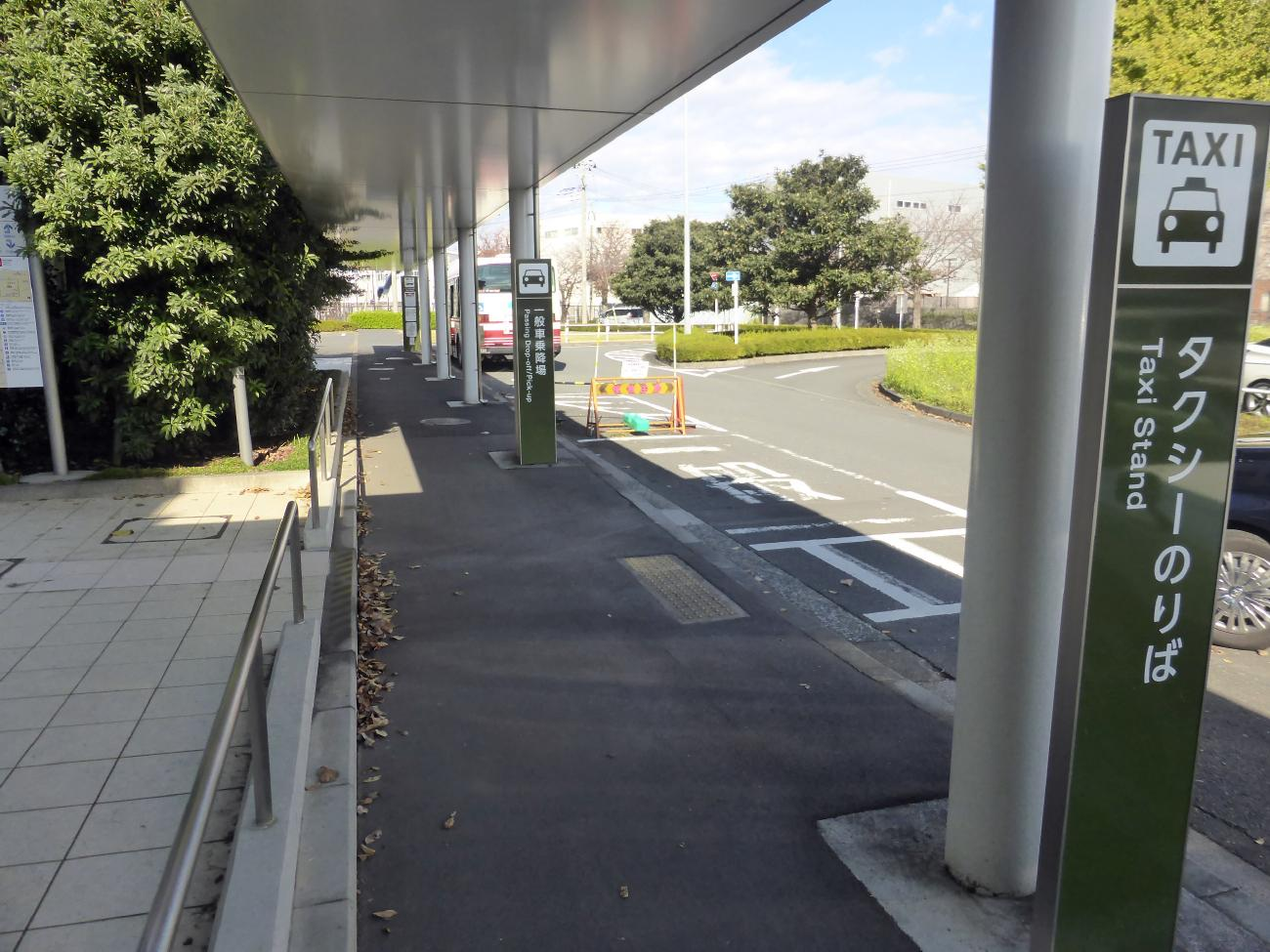
バス停とタクシー乗り場

東側を通る大沢グラウンド通りがターミナルビルに近接している。

### バス路線
「調布飛行場前」停留所
- 小田急バス調40系統（調布駅北口 - 調布飛行場前）
- 小田急バス鷹58系統（三鷹駅 - 調布飛行場前）

「大沢コミュニティセンター」停留所（徒歩15分）
- 小田急バス鷹51系統（三鷹駅 - 調布駅北口）
- 小田急バス境91系統（武蔵境駅南口 - 狛江駅北口）
- 京王バス武91系統（武蔵小金井駅南口 - 調布駅北口）

「野川公園入口」停留所（徒歩15分）
- 小田急バス鷹52系統（三鷹駅 - 朝日町三丁目・榊原記念病院・車返団地）

## 所在地
東京都調布市西町290番3（東京都調布飛行場管理事務所）

## データ
- 面積：約39 ha
- 管制圏：2006年3月31日をもって廃止（以前は滑走路の中心点から高さ約750 m半径5 kmの空域となっていた）
- 航空機の駐機可能数： 固定翼機90機 回転翼機（ヘリコプター）6機
- 運用方式：有視界飛行方式 (VFR)・島嶼部定期便のみ計器飛行方式(IFR)

## イベント
1995年（平成7年）から毎年10月頃に「調布飛行場まつり」が開催されていたが、後述のPA-46墜落事故に伴い、2015年度より開催を見合わせている。

## 旧飛行場時代の面影

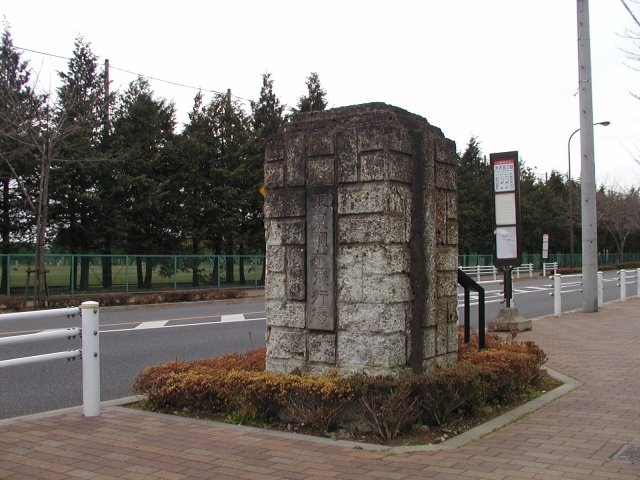
近くにある飛行場竣工当時の門柱

2本の滑走路のうち東西方向の横風用滑走路はアメリカ軍占領時代以降使用されなくなっていたが、1990年代前半まではどちらも航空写真などで旧日本軍時代の舗装跡をはっきり確認することができた。
しかし、「関東村」の跡地が日本国政府から払い下げられて飛行場の開発が始まると、旧滑走路や駐機場の舗装跡などは撤去された。
撤去後に改めて現在の滑走路、駐機場及びその他の付属施設を新設したため、旧飛行場の面影は現在ほとんど残っていない（詳細に探せば、ごく一部に見つけることが可能ではある）。
現在、移築保存された旧飛行場の門柱と飛行場北側に残された戦闘機用コンクリート掩体壕三つが公開されている（他にも掩体壕、対空砲砲座跡などがいくつか残っているが、民有地の敷地内なので公開されていない）。

## 事故
- 1980年（昭和55年）8月10日 - 共立航空撮影所属のエアロコマンダー 685が航空測量のため、飛行場を離陸した直後に近隣の調布市立調布中学校の校庭に墜落。搭乗していた機長と撮影係が死亡[12]。
- 2015年（平成27年）7月26日 - 日本エアロテック所属（運航はシップ・アビエーション[13]）のパイパー PA-46が飛行訓練のため[14]、飛行場を離陸した直後に近隣の住宅地に墜落。飛行機に搭乗していた5人のうち、2人が死亡、3人が負傷。また、墜落した家の住民1人が死亡し、2人が負傷した[15][16]。

## 備考
- 戦時中の拡張工事の際には、近藤勇の生家が工事の邪魔となり取り壊されている。
- 飛行場北側の都立武蔵野の森公園内に残存している戦闘機用掩体壕は、復元整備され公開されている。
- 2009年の第15回多摩川クラシコで川崎フロンターレは、FC東京のホームスタジアムである味の素スタジアムへ行くために、竹芝ふ頭からフェリーで一旦伊豆大島へ渡り、伊豆大島から飛行機で調布飛行場へ降り立ちスタジアムへ向かうというアウェイツアーを実施した。
- 住宅地に隣接しているため、近隣住民に配慮し年間の離着陸回数に上限を設けているほか、遊覧目的の利用は認められていない。また1992年に管理が東京都に移管されて以降、事業者の新規参入が制限されているなど、独自の利用制限が存在する[17]。その中で、東京都へ移管後に滑走路長を縮小したり、機体の更新を認めなかったりする東京都独自の規制[要出典]の結果、調布飛行場を利用する機体が老朽機ばかりで、各航空機の運用性能限度近くでの運用も多くなり、事故の遠因となっている可能性がある[18][出典無効]。
- 1970年12月6日午後、空港周辺にスモッグが流れ込んで視界が悪化。地上から民間飛行クラブの各機に着陸を呼び掛けたが、10機ほどが着陸できないまま夕方を迎えた。当時、空港には夜間誘導照明施設などが無かったため、滑走路わきに自家用車約30台を並べてライトで誘導するという出来事があった[19]。

## 登場作品
- 1962年の東宝映画『紅の空』（加山雄三主演）では後半に格納庫に戦闘機の残骸が映っている。
- 1966年の特撮ドラマ『ウルトラQ』では、主人公の1人・万城目淳が所属する星川航空の拠点が調布飛行場だった。機材は、三ツ矢航空の所有機が使われた。
- 荒井由実のアルバム収録曲『中央フリーウェイ』では、調布飛行場は「調布基地」と歌われている。
- 1985年の松竹映画『男はつらいよ 柴又より愛をこめて』終盤、寅次郎（渥美清）とマドンナ（栗原小巻）の別れのシーンに登場する。
- 鬼頭莫宏原作の漫画・アニメ作品『なるたる』に、調布飛行場をモデルにした「本木飛行場」が登場し、神津島便が就航している。
- 皆川亮二の漫画『D-LIVE!!』エピソード18に登場。
- 2006年9月23日に、調布飛行場を舞台にした映画『調布空港』（主演：大友康平）が公開された。
- アニメ『コードギアス 反逆のルルーシュ』では、日本を侵略占領した神聖ブリタニア帝国軍「チョウフ基地」として登場した。
- 竜騎士07原作のパソコンゲームソフトおよびTVアニメーション作品『うみねこのなく頃に』でも調布飛行場が使用された。
- ゲームソフト『ROBOTICS;NOTES』にて登場する。
- 北海道テレビ放送（HTB）制作の『水曜どうでしょう』内の企画「サイコロ6」にて、武蔵境駅から移動して新中央航空のブリテン・ノーマン アイランダーで伊豆大島へ向かう様子が放映された。
- アニメ『SHIROBAKO』第15話「こんな絵でいいんですか?」では、劇中劇『第三飛行少女隊』制作のためのロケハンとして主人公らが調布飛行場を訪れる様子が描かれた。
  - また、2015年発売の『SHIROBAKO』の映像ソフト第7巻収録の特典映像として実際に制作された『第三飛行少女隊 第1話』では、「調布基地」として登場した。

## 参考資料
- 東京都発行のパンフレット『調布飛行場』